# María Francisca Dávila Carrillo de Albornoz
María Francisca Dávila Carrillo de Albornoz, död 1808, var en spansk filantrop.  Hon var ordförande för Junta de Damas de Honor y Mérito 1791-1801.